# Адам Алберт фон Нaјперг
Адам Алберт фон Најперг био је аустријски племић, генерал и државник.
Рођен је 8. априла 1775, у Бечу, у роду династије Најперга. Отац му је био Леополд Јозеф фон Најперга. Током 1790. ступио је у аустријску војску. Тешко је рањен 1794, a 1805. ратовао је у Италији. Први пут се оженио с Терезом Полом, која му је родила четворо деце, која су касније преминула. 1821, се по други пут оженио са Маријом Лујзом, другом супругом француског императора Наполеона.
Умро је 22. фебруара 1829, у Парми.